# 接龍
接龍，是多種遊戲的名稱。從字面來說，接龍是指按著不同的規則，一個接一個地進行的遊戲。一般來說，接龍遊戲可分為電腦遊戲、撲克牌遊戲及文字遊戲。

## 常見的接龍遊戲

### 電腦遊戲
- 電腦接龍
- 新接龍
- 連環新接龍

### 撲克牌遊戲
- 排七（又名接龍）

### 文字遊戲
- 文字接龍
- 成語接龍
- 故事接龍
- 圖片接龍

### 骨牌遊戲
- 接龍

## 外部連結
- Rules of Card Games: Big Two （页面存档备份，存于）